# سولي شيتو
سولي شيتو (بالإنجليزية: Sulley Shittu) (مواليد 15 أبريل 1946) هو ملاكم غاني، مثّل بلاده في الألعاب الأولمبية الصيفية في دورتي 1964 و1968.

## روابط خارجية
سولي شيتو على موقع بوكس ريك (الإنجليزية) (registration required)
- سولي شيتو على موقع أوليمبيديا (الإنجليزية)
- سولي شيتو على موقع اتحاد ألعاب الكومنولث (مؤرشف) (الإنجليزية)